# Жан-Поль Родріге
Жан-Поль Родріг (англ. Jean-Paul Rodrigue; нар. 20 липня 1967, Монреаль, Канада) — канадський вчений у галузі транспортної географії. Він здобув ступінь доктора філософії з транспортної географії в Університеті Монреаля (1994) і з 2024 року працює на факультеті управління морським бізнесом Техаського університету A&M у Галвестоні. З 1999 до 2024 рік працював на факультеті глобальних наук і географії в Університеті Гофстра у Гемпстеді, Нью-Йорк. Його робота L'espace économique mondial: les économies avancées et la mondialisation (Глобальний економічний простір: розвинута економіка та глобалізація) отримала нагороду PricewaterhouseCoopers як «Найкраща бізнес-книга» 2000 року. У 2019 році Американська асоціація географів присудила Родрігу нагороду Едварда Л. Ульмана за видатний внесок у галузь транспортної географії.

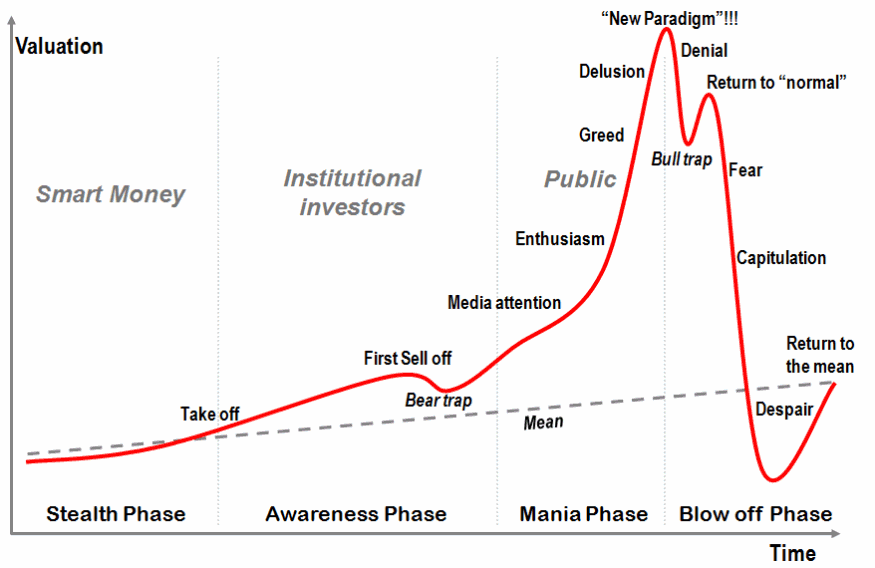
Діаграма Родріга «фази бульбашки».

У 2008 році Родріг став знаним завдяки своїй моделі економічних бульбашок, описавши чотири фази бульбашки. У той час як «розумні гроші» купували під час попередньої «фази скритності», інституційні інвестори починають купувати під час «зльоту». Після висвітлення в засобах масової інформації широка громадськість починає інвестувати, що призводить до стрімкого зростання цін, оскільки спрацьовує «ентузіазм», а потім «жадібність». «Самообман» передує піку.
Графік широко розповсюджувався під час фінансової кризи 2007—2008 років.[джерело?]

## Публікації
- Notteboom, Th.; Pallis, A.; Rodrigue, J-P. (2022). Port Economics, Management and Policy. New York: Routledge. doi:10.4324/9780429318184. ISBN 978-0-367-33155-9.
- Rodrigue, J-P (2020). The Geography of Transport Systems (вид. 5th). New York: Routledge. doi:10.4324/9780429346323. ISBN 978-0-367-36463-2.
- Rodrigue, J-P; Notteboom, Th.; Shaw, J. (2013). The SAGE Handbook of Transport Studies. London: SAGE Publishing. ISBN 9781849207898.
- Rodrigue, J-P; Comtois, C.; Slack, B. (2009). The Geography of Transport Systems (вид. 2nd). London: Routledge. ISBN 978-0-415-48324-7.
- Rodrigue, J-P (2000). L'espace économique mondial: les économies avancées et la mondialisation [The Global Economic Space: Advanced Economies and Globalization]. Sainte Foy: Université du Québec. ISBN 2-7605-1037-9.